# Kadolah
Kadolah (také Kadaloch, Kadolach, Cadolah, Cadolach, Chadolah, Chadalhoh, Chadolt, latinsky Cadalaus) († 31. července nebo 31. října 819) byl furlanský markrabí od roku 817 až do své smrti. Po otci Bertholdovi (Pera[h]toldovi) pocházel z bavorského hraběcího rodu Agilulfovců.
Byl patronem opatství svatého Havla. Podle dochované listiny z 23. října 805 spolu se svým bratrem Uuagem daroval tomuto klášteru pozemky se vsí Wanga. 17. listopadu 817 přikázal svému synovi Bertholdovi, aby po jeho smrti daroval jeho jménem klášteru další pozemky.
Asi rok předtím byl pověřen správou Dalmácie, působil zde jako místní vládce v době, kdy přes ní na počátku roku 817 cestovalo poselstvo byzantského císaře Leona V. ke dvoru franského císaře Ludvíka Pobožného. Někdy krátce poté, pravděpodobně ještě v roce 817, byl jmenován markrabím furlanské marky. Einhard ho v roce 818 nazývá Cadolaum comitem et marca Foroiuliensis praefectum. Později, když zaznamenává Kadolahovu smrt v roce 819 po jeho návratu z neúspěšného válečného tažení proti slovanskému knížeti Ljudevítovi, Einhard ho tituluje dux Foroiuliensis. Podle životopisu Ludvíka Pobožného Gesta Hludowici imperatoris, sepsaného trevírským biskupem Dietgoldem, nastoupil po Kadolahovi markrabí Balderich.